# ジェントル・ジャイアント (アルバム)
『ジェントル・ジャイアント』（Gentle Giant）は、イギリスのプログレッシブ・ロック・バンド、ジェントル・ジャイアントが1970年に発表した初のスタジオ・アルバム。

## 背景
過去にティラノザウルス・レックス、ストローブス、デヴィッド・ボウイ等の作品を手がけたトニー・ヴィスコンティが、プロデュース及びライナーノーツ執筆で貢献した。オリジナルLPは見開きジャケットとなっており、巨人が両手の上にメンバー6人を乗せて立っている絵が描かれた。なお、ヴィスコンティが執筆したライナーノーツでは、この巨人はバンドの音楽に「雷雨を除けば、これほど上品な音楽を聴いたことはない」と感銘を受け、メンバー6人と共に記念撮影を申し出るが、ヴィスコンティはうまく撮影できず、ジョージ・アンダーウッド（本作のアートワークを手がけた画家）が高い木の上で15分かけてラフ・スケッチを描いたという設定になっている。
ゲイリー・グリーンによれば、本作のレコーディングは2週間で完了したとのことで、「私達のライヴ・ショウの基礎となる物だから、何度も何度もリハーサルを重ねたよ。そして録音に入ったら、まだスタジオで一緒に演奏しているうちに、実際のプロセスはかなり早く進んだ」と語っている。

## 評価
Bruce Ederはオールミュージックにおいて5点満点中4点を付け「キング・クリムゾンのファーストほど焦点が絞り込まれているわけでも、圧倒的でもないが、障壁を木っ端微塵に破壊し、予想を押し潰す、驚くほど大胆なデビュー作である。中世のハーモニーとエレクトロニック・ロックの融合は、後のアルバムにおいて更に強固になっていくが、ここで聴ける音楽も十分に衝撃的だ」と評している。また、ライアン・リードはUltimate Classic Rockにおいて「バンドは後のLPにおいて、とっ散らかった才気を洗練させ、デビュー作を改善していくが、『ジェントル・ジャイアント』は冒険的なロックのファンにとって必聴の作品であり続けている」と評している。

## 収録曲
全曲ともデレク・シャルマン、レイ・シャルマン、フィル・シャルマン、ケリー・ミネアの共作。
1. ジャイアント - "Giant" - 6:26
2. ファニー・ウェイズ - "Funny Ways" - 4:24
3. アルカード - "Alucard" - 6:05
4. イズント・イット・クワイエット・アンド・コールド? - "Isn't it Quiet and Cold?" - 3:43
5. ナッシング・アット・オール - "Nothing at All" - 9:12
6. ホワイ・ノット? - "Why Not?" - 5:34
7. ザ・クイーン - "The Queen" - 1:26

## 参加ミュージシャン
- デレク・シャルマン - リード・ボーカル、バッキング・ボーカル、ベース
- ケリー・ミネア - キーボード、ベース、チェロ、リード・ボーカル、バッキング・ボーカル、パーカッション
- ゲイリー・グリーン - リードギター、12弦ギター
- レイ・シャルマン - ベース、ヴァイオリン、ギター、パーカッション、バッキング・ボーカル
- マーティン・スミス - ドラムス、パーカッション
- フィル・シャルマン - サクソフォーン、トランペット、リコーダー、リード・ボーカル、バッキング・ボーカル

アディショナル・ミュージシャン
- ポール・コッシュ - ホルン(on #1)
- クレア・デニズ - チェロ(on #4)